# خورخي ألبرتو غارسيا
خورخي ألبرتو غارسيا (بالإسبانية: Jorge Alberto García) هو لاعب كرة قدم ومدرب كرة قدم أرجنتيني، ولد في 12 نوفمبر 1956 في روساريو في الأرجنتين. لعب مع روزاريو سنترال وريفر بليت ونادي سان لورينزو ويونيون دي سانتا في.